# さよならの向う側
「さよならの向う側」（さよならのむこうがわ）は、1980年8月21日にリリースされた山口百恵の31枚目となる、ラストシングル曲である。同年10月15日に開催されたホリプロ20周年記念式典を最後とし、この楽曲限りで山口百恵は芸能活動から完全に引退した。

## 背景
ジャケットの題字は、百恵本人の自筆による。
6分を超える長いスロー・バラード曲（7インチのレコードながらA面が長時間録音により些細な傷でも音飛びが出やすいため、その種の注意書きがジャケット裏面に表記されている。摩耗した針での再生も避けたほうが望ましい）。また、「収録分数が長いため幾分レベルが低くなっています。お聴きになる時、ボリュームを上げてお聴き下さい。」と記載されている。
歌詞の中で星の寿命について言及しているが、光年は時間の単位では無く、距離の単位である。ただし、何億光年先にある星のことについてであれば星の寿命という点では正しいということになる。
TBS『ザ・ベストテン』には、10位ランク時の9月25日に一度だけスタジオ出演しフルコーラスを歌ったが、これが百恵にとって同番組最後の登場となった。10月5日に日本武道館で行われたファイナル・コンサートでは最後に歌われ、涙を流しながらの歌唱となった。その後百恵は、マイクをステージに置いたまま舞台裏へと去っていった。その翌日、10月6日放映のフジテレビ『夜のヒットスタジオ』サヨナラ特番や、10月13日の日本テレビ『山口百恵スペシャル ザ・ラスト・ソング』（『NTV紅白歌のベストテン』特番、また現役歌手として最後のTV生出演）でも、共に番組の最後で同曲を披露した。
三浦友和との結婚式の当日である11月19日にはシングル「一恵」がリリースされているが、この曲が事実上のラストソングであり、百恵からファンへのメッセージソングとなっている。
1994年には、作曲者である宇崎竜童がセルフカバー・アルバム『しなやかにしたたかに〜女たちへ〜』に収録。このアルバムが同年末の『第36回日本レコード大賞』アルバム企画賞を受賞した際、監修の井上堯之と共に当曲を披露した。それから23年後の2017年、百恵の子息にあたる三浦祐太朗が、実母のカバー・アルバム『I'm HOME』をリリース。当アルバムも同年末の『第59回日本レコード大賞』企画賞を獲得、百恵の引退から37年後に長男が当日のステージでこの曲を歌唱した。

## 収録曲
| 全作詞: 阿木燿子、全作曲: 宇崎竜童、全編曲: 萩田光雄。 |                           |          |            |      |
| #                                                      | タイトル                  | 作詞     | 作曲・編曲 | 時間 |
| 1.                                                     | 「さよならの向う側」      | 阿木燿子 | 宇崎竜童   | 6:10 |
| 2.                                                     | 「死と詩 death and poem」 | 阿木燿子 | 宇崎竜童   | 3:18 |
| 合計時間:                                              | 合計時間:                 | 9:28     |            |      |

## 品番
- 1980年8月21日 - シングル・レコード: 07SH 834（シングル）
- 1989年3月21日 - 8cmCD: 10EH 3188（「Platinum Single SERIES」 片面: 一恵）
- 2004年7月22日 - 8cmCD: MHCL 10052（オリジナル・カラオケ、「不死鳥伝説」 初回紙ジャケ仕様盤）

## 関連作品
さよならの向う側
- 不死鳥伝説
- Again 百恵 あなたへの子守唄
- 33 SINGLES MOMOE
- 山口百恵ベスト・コレクション
- 百恵復活
- 山口百惠ベスト・コレクション〜横須賀ストーリー〜
- 百惠辞典
- ベスト・セレクション Vol.2
- GOLDEN J-POP/THE BEST 山口百惠
- 2000 BEST 山口百恵 ベスト・コレクション
- GOLDEN☆BEST 山口百恵 PLAYBACK MOMOE part2
- MOMOE PREMIUM
- 山口百恵ベスト・コレクション VOL.2
- Complete MOMOE PREMIUM
- コンプリート百恵伝説
- GOLDEN☆BEST 山口百恵 コンプリート・シングルコレクション

さよならの向う側 （ライブ音源）
- 伝説から神話へ -BUDOKAN…AT LAST-
- MOMOE LIVE PREMIUM

さよならの向う側 （ニューアレンジ＆ボーカル別テイク）
- 歌い継がれてゆく歌のように -百恵回帰II-
- コンプリート百恵回帰

死と詩 death and poem
- 不死鳥伝説
- 百惠辞典
- MOMOE PREMIUM
- Complete MOMOE PREMIUM
- コンプリート百恵伝説

## カバーした歌手
- 宇崎竜童（アルバム『しなやかにしたたかに 女たちへ』に収録）
- 鈴木トオル（シングル『スローモーション』のc/wで収録）
- 中西圭三（アルバム『結晶』に収録）
- つんく♂（アルバム『タイプ2』、『山口百恵トリビュート Thank You For…』に収録）
- 鈴木雅之（トリビュート・アルバム『山口百恵トリビュート Thank You For…part2』に収録）
- 八神純子（トリビュート・アルバム『山口百恵トリビュート・セレクション』に収録）
- TeN（6 feat. TeN名義、旭化成CMソング）
- レスリー・チャン（「風繼續吹」のタイトルで、広東語で歌っている）
- つるの剛士（アルバム『つるのおと』に収録）
- ONCE UPON A TIME（TONYA TOWNSEND、ROBIN BAIN、GINA KATSANDRIS）（アルバム「Spring Is Just Ahead」に収録）
- 倖田來未（アルバム『ETERNITY〜Love & Songs〜』に収録）
- 徳永英明（シングル『さよならの向こう側/春なのに』、アルバム『VOCALIST 6』に収録）
- 柴田知美（アルバム『COVER COLLECTION』に収録）
- ステファニー(2016年、アルバム『Aioto』に収録)
- 三浦祐太朗(アルバム『I'm HOME』に収録)
- 遠藤舞（単発配信。後にアルバム『最終回』に収録）
- 島津亜矢 (2017年、アルバム『SINGER 4』に収録）
- Ms.OOJA（アルバム『流しのOOJA 〜VINTAGE SONG COVERS〜』に収録）